# Kdetoys
kdetoys是一個包含若干桌面小玩具的軟體包。有別於游戏。

## 軟體列表
- AMOR：（Amusing Misuse of Resources）桌面宠物
- KTeaTime ：煮茶的系統托盤程序，类似KTimer。用來提醒您茶已經煮開。
- KTux：太空船中的Tux的屏幕保护程序。
- kweather：天氣顯示程式。它可以從指定的氣象台取得天氣預報更新，並以圖文組合的方式顯示。

## 外部連結
- kdetoys 組件使用手冊 （页面存档备份，存于）